# Pierre Bouchard (hockey sur glace)
Pour les articles homonymes, voir Pierre Bouchard et Bouchard.
Pierre Émile Bouchard surnommé « Baby Butch » (né le 20 février 1948 à Longueuil au Québec au Canada) est un joueur de hockey sur glace professionnel qui joua dans la Ligue nationale de hockey avec les Canadiens de Montréal (avec qui il remporta cinq fois la Coupe Stanley) et les Capitals de Washington. Il fut repêché par les Canadiens au premier tour, 5e au total, du repêchage amateur de la LNH 1965. Il est le fils d'Émile « Butch » Bouchard, membre du Temple de la renommée du hockey, qui joua lui aussi avec les Canadiens. Pierre Bouchard est aujourd’hui propriétaire d’une exploitation agricole dans la région de Verchères et œuvre dans le monde des affaires comme porte-parole de la chaîne de restaurants la Cage aux Sports.

## Carrière
Pierre Bouchard est choisi en 5e position du repêchage de 1965 de la Ligue nationale de hockey par les Canadiens de Montréal.
Il effectue trois saisons dans des ligues amateurs avant de vraiment entamer sa carrière professionnelle. En 1965-1966, il évolue avec La Palestre nationale dans la Ligue de hockey junior du Montréal Metropolitain, pour ensuite rejoindre les rangs du Canadien junior de Montréal qui jouent dans l'Association de Hockey de l'Ontario lors des saisons 1966-1967 et 1967-1968.
Son premier contrat professionnel l'amène à jouer pour Les Barons de Cleveland en Ligue américaine de hockey pour la saison 1968-1969. La saison suivante, il remporte la saison régulière de LAH avec les Voyageurs de Montréal, qui se feront sortir en demi-finale des séries éliminatoires.
La saison 1970-1971 marque le début de sa carrière en Ligue Nationale de Hockey. Il évolue pendant huit saisons avec les Canadiens de Montréal, avec qui il remporte cinq fois la Coupe Stanley.
Il n'est pas réputé pour ses talents offensifs, mais sa force et sa science du positionnement sur la glace lui ont valu une réputation de défenseur très fiable. De même, il pratique un style de jeu rugueux, mais correct, ce qui fait qu'il reçoit moins de pénalités que la plupart des joueurs pratiquant le même style de jeu.
Le 9 octobre 1978, lors d'un repêchage intra-ligue, Bouchard fait partie des trois joueurs non-protégé par les Canadiens. Il est réclamé par les Capitals de Washington en retour de 2 500 $. Un arrangement avait été établi entre les directeurs généraux des deux équipes, pour que quelques jours après le repêchage, une transaction soit effectuée renvoyant Bouchard à Montréal contre un jeune espoir nommé Rod Schutt. La ligue interdit l'échange, car il ne respecte pas les conditions du repêchage. Pierre Bouchard qui n'a pas envie de quitter Montréal, annonce aussitôt sa retraite sportive.
Aimant son sport plus que tout, il revient quand même sur sa décision et joue le dernier match de la saison 1978-1979 avec les Capitals. Il va encore disputer 2 autres saisons avec Washington et pour sa dernière saison en tant que joueur professionnel, il se verra rétrogradé en AHL au sein des Bears de Hershey, mais joue tout de même un dernier match avec les Capitals.

## Statistiques
Pour les significations des abréviations, voir Statistiques du hockey sur glace.
| Saison     | Équipe                       | Ligue      |     | Saison régulière | Saison régulière | Saison régulière | Saison régulière | Saison régulière |    | Séries éliminatoires | Séries éliminatoires | Séries éliminatoires | Séries éliminatoires | Séries éliminatoires |
| Saison     | Équipe                       | Ligue      | PJ  | B                | A                | Pts              | Pun              | PJ               | B  | A                    | Pts                  | Pun                  |                      |                      |
| 1965-1966  | Palestre Nationale           | MMJHL      | 40  | 6                | 19               | 25               | 53               |                  |    |                      |                      |                      |                      |                      |
| 1966-1967  | Canadiens de Montréal Junior | OHA        | 48  | 4                | 9                | 13               | 105              |                  |    |                      |                      |                      |                      |                      |
| 1967-1968  | Canadiens de Montréal Junior | OHA        | 54  | 10               | 18               | 28               | 134              |                  |    |                      |                      |                      |                      |                      |
| 1968-1969  | Barons de Cleveland          | LAH        | 69  | 6                | 16               | 22               | 32               | 5                | 1  | 1                    | 2                    | 14                   |                      |                      |
| 1969-1970  | Voyageurs de Montréal        | LAH        | 65  | 5                | 13               | 18               | 124              | 8                | 1  | 3                    | 4                    | 24                   |                      |                      |
| 1970-1971  | Canadiens de Montréal        | LNH        | 51  | 0                | 3                | 3                | 50               | 13               | 0  | 1                    | 1                    | 10                   |                      |                      |
| 1971-1972  | Canadiens de Montréal        | LNH        | 60  | 3                | 5                | 8                | 39               | 1                | 0  | 0                    | 0                    | 0                    |                      |                      |
| 1972-1973  | Canadiens de Montréal        | LNH        | 41  | 0                | 7                | 7                | 69               | 17               | 1  | 3                    | 4                    | 13                   |                      |                      |
| 1973-1974  | Canadiens de Montréal        | LNH        | 60  | 1                | 14               | 15               | 25               | 6                | 0  | 2                    | 2                    | 4                    |                      |                      |
| 1974-1975  | Canadiens de Montréal        | LNH        | 79  | 3                | 9                | 12               | 65               | 10               | 0  | 2                    | 2                    | 10                   |                      |                      |
| 1975-1976  | Canadiens de Montréal        | LNH        | 66  | 1                | 11               | 12               | 50               | 13               | 2  | 0                    | 2                    | 8                    |                      |                      |
| 1976-1977  | Canadiens de Montréal        | LNH        | 73  | 4                | 11               | 15               | 52               | 6                | 0  | 1                    | 1                    | 6                    |                      |                      |
| 1977-1978  | Canadiens de Montréal        | LNH        | 59  | 4                | 6                | 10               | 29               | 10               | 0  | 1                    | 1                    | 5                    |                      |                      |
| 1978-1979  | Capitals de Washington       | LNH        | 1   | 0                | 0                | 0                | 0                | --               | -- | --                   | --                   | --                   |                      |                      |
| 1979-1980  | Capitals de Washington       | LNH        | 54  | 5                | 9                | 14               | 16               | --               | -- | --                   | --                   | --                   |                      |                      |
| 1980-1981  | Capitals de Washington       | LNH        | 50  | 3                | 7                | 10               | 28               | --               | -- | --                   | --                   | --                   |                      |                      |
| 1981-1982  | Bears de Hershey             | LAH        | 62  | 2                | 10               | 12               | 26               | 5                | 0  | 0                    | 0                    | 6                    |                      |                      |
| 1981-1982  | Capitals de Washington       | LNH        | 1   | 0                | 0                | 0                | 10               | --               | -- | --                   | --                   | --                   |                      |                      |
| Totaux LNH | Totaux LNH                   | Totaux LNH | 595 | 24               | 82               | 106              | 433              | 76               | 3  | 10                   | 13                   | 56                   |                      |                      |

## Récompenses
- Nommé dans la deuxième équipe de la MMJHL en 1965-1966[1].
- Remporte le titre de la saison régulière de AHL avec les Voyageurs de Montréal en 1969-1970[5].
- Dispute son premier match de NHL le 13 octobre 1970 avec les Canadiens de Montréal face aux Red Wings de Détroit[6].
- Obtient son premier point en NHL lors de son 41e match, le 14 mars 1970 face aux Penguins de Pittsburgh, en délivrant une passe sur un but de Marc Tardif[7].
- Marque son premier but en NHL lors de son 75e match, le 8 décembre 1971, en déjouant Joe Daley des Red Wings de Détroit[8].
- Remporte cinq fois la Coupe Stanley avec les Canadiens de Montréal lors des saisons suivantes : 1970-1971, 1972-1973, 1975-1976, 1976-1977, 1977-1978.